# Кнорозовский, Исай Моисеевич
Исай Моисеевич Кнорозовский (1858, Гродно, Российская Империя — 1914) — российский музыковед.
Родился в 1858 году в городе Гродно (ныне Республика Беларусь) в семье члена Гродненской городской управы Моисея Лазаревича Кнорозовского.
Окончил юридический факультет Императорского Санкт-Петербургского университета и прошел курс композиции у профессоров Петербургской консерватории Л. А. Саккетти и H. A. Соколова.
С основания журнала «Театр и Искусство» И. М. Кнорозовский стал редактировать в нём музыкальный отдел, где кроме рецензий и критических статей, написал ряд этюдов по музыке. Некоторое время был председателем «Общества еврейской народной музыки», сменив на этом посту Д. А. Черномордикова.
С 1904 года издавал и редактировал журнал «Театральная Россия». Его главные работы: «Тангейзер Рихарда Вагнера», «Оперы Вагнера», «Дон-Жуан Моцарта», «Верди». Написал множество романсов, из которых напечатана лишь незначительная часть.

## Избранные публикации
- Кнорозовский И. М. Тангейзер Рихарда Вагнера : Музыкально-критич. этюд. — СПб., 1901. — 70 с.[4]